# Megaselia torautensis
Megaselia torautensis är en tvåvingeart som beskrevs av Ronald Henry Lambert Disney 1990. Megaselia torautensis ingår i släktet Megaselia och familjen puckelflugor. Inga underarter finns listade i Catalogue of Life.